# تقني معالجة الفغر المعوي
تقني معالجة الفغر المعوي أو مداوية الغُغرات (بالإنجليزية: Enterostomal therapist)‏ هوَ مُمارسٌ صحي مُدرب على التعامل والاهتمام بالأشخاص الذين لديهم فغرة، مثل فغرة القولون أو فغرة الجهاز البولي.